# Andrius Jurkūnas
Andrius Jurkūnas,  (nacido el 21 de mayo de 1976 en Kaunas, Lituania) es un exjugador de baloncesto lituano. Con 2,05 metros de estatura, su puesto natural en la cancha era el de ala-pívot.

## Trayectoria
- Universidad de Clemson (1995-2000)
- Žalgiris Kaunas (2000-2001)
- Polonia Varsavia (2001-2002)
- Hapoel Jerusalem (2003)
- Astoria Bydgoszcz (2003-2004)
- Dornbirno Lions (2005)
- Szolnoki Olaj (2005-2009)